# Ранасімха
Ранасімха (гінді रणसिंह; д/н — 1165) — равал (верховний раджа) Медапати (Мевару) в 1158—1165 роках. Відомий також як Каран Сінґх I або Карна.

## Життєпис
Походив з династії Гухілотів. Син Вікрамсімхи. У 1150—1152 роках разом з батьком брав участь у військових кампаніях Віґрахараджи IV Чаухан, магараджахіраджи Сакамбхарі, проти Кумарапали Соланка, магараджахіраджи держави Гуджара. Можливо на той час Мевар визнавав зверхність Сакамбхарі. Спочатку вдалося відвоювати фортецю Чітракурт, який Вікрамсімха знову переймунвав в Читтор. Але зрештою 1152 року війська гуджари здобули перемогу, внаслідок чого Мевар визнав взерхність Кумарапали.
Посів трон 1158 року після смерті батька. Зберігав залежність від Гуджари, відправляючи свої загони до армії Кумарапали. Ймовірно більше опікувався збереженням існуючих володінь, остаточно закріпивши за собою Читтор. Помер 1165 року. Його володіння розділили сини: старший — Кшемасімха — отримав Читтор і Ахар, заснувавши так званну старшу гілку Равал, другий син Рагап (Рахапа) — володіння Сесодія й титул рана (на кшталт князя), заснувавши молодшу гілку династії. Син від іншої дружини (з роду Чаухан, правителів Багару) — Магап (Махуп) — став засновником князівства Дунгарпур.